# Стадион Женева
Стадион Женева (фр. Stade de Genève, Stade de la Praille) такође назван Стад д ла Прај, је стадион у Ланси, женевског кантона у Швајцарској. Има капацитет да прими  30.084 гледалаца.

## О стадиону
Швајцарска фирма „Имплениа С.А” је градила и завршила градњу стадиона 2003. године, након скоро три године изградње. Стадион је иначе био домаћин Женевског фудбалског клуба Сервет и швајцарске фудбалске репрезентације. Стадион је био домаћин међународних пријатељских утакмица између Аргентине и Енглеске 12. новембра 2005, које је Енглеска победила са 3 : 2 и између Новог Зеланда и Бразила 4. јуна 2006, коју је Бразил добио са 4 : 0. Ово место је било домаћин три утакмице групне фазе за Групу А током УЕФА Еура 2008.
На овом стадиону одиграна је утакмица за памћење Турска-Чешка. Стадион је такође коришћен за Рагби јунион, са окршајем у Хајнекен купу 2006–07 између Бургона и Минстера који је премештен са Бургоновог домаћег терена.
У лето 2016. године стадион је опремљен грејаном хибридном травом, Микто Хибрид Грас компаније Лимонта Спорт да би се задовољиле потребе фудбалских и рагби клубова Сервета. Постављање новог травњака спречило је Сервет ФЦ да игра код куће у прва три кола Швајцарске Челенџ лиге 2016–17.
Током сезоне 2019–20, свих 30.000 седишта је замењено потпуно новим бордо седиштима јер су стара потпуно избледела у розе/сиву боју. Поред тога, мањи део северне трибине остао је без седишта како би се обезбедио нови стајаћи део за око 500 навијача.
Стадион је био домаћин полуфинала и финала Омладинске фудбалске лиге УЕФА 2022–23.

## Утакмице ЕП 2008.
Стадион је био једно од места за одигравања утакмица на европском првенству одржаном 2008. године. Све три утакмице су биле из групне фазе
Током Европског првенства 2008. на стадиону су одигране следеће утакмице:
| Датум         | Време (CEST) | Екипа бр. 1 | рез. | Екипа бр. 2 | Гледалаца | Фаза    |
| ------------- | ------------ | ----------- | ---- | ----------- | --------- | ------- |
| 7. јун 2008.  | 20:45        | Португалија | 2–0  | Турска      | 29.016    | Група А |
| 11. јун 2008. | 18:00        | Португалија | 3–1  | Чешка       |           | Група А |
| 15. јун 2008. | 20:45        | Турска      | 3–2  | Чешка       |           | Група А |